# 아니타 초이

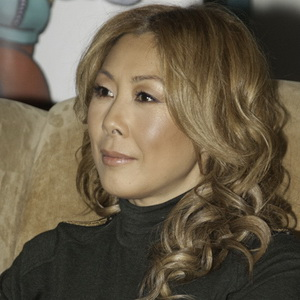
아니타 초이 2013

아니타 초이(러시아어: Анита Цой, 출생시 이름은 안나 세르게예브나 김(러시아어: Анна Сергеевна Ким); 1971년 2월 7일 ~ )는 러시아의 한국계 가수이다. 1971년 2월 7일에 소비에트 연방 모스크바에서 태어났다. 공식적으로 창조활동을 필명으로 아니타(«Анита»)를 1997년에 시작하고 있다. 1999년 4월에는 러시아 콘서트홀에서 공연을 가졌다.

## 친척들
아니타 초이의 할아버지인 윤산흠(Юн Сан Хым)은 1921년에 한국에서 소비에트 연방으로 이주했다. 그리고 14살에 품팔이 농부가 되었다. 1937년에 그는 우즈베키스탄으로 추방당하게 되었다.. 그곳에서 젊은 아니시야 예가이(Анисья Егай)와 결혼했다. 그리고 그에게 세 아이가 생겼다. 아니타 초이의 어머니인 윤 옐로이자 산흐모브나(Юн Элоиза Санхымовна)는 1944년에 소비에트 연방 타슈켄트에서 태어났다. 그녀는 좋은 성적으로 모스크바 대학교를 졸업했다. 그리고 늦게 화학학문칸디다트가 되었다.

## 참고 문헌
1. ↑  “아니타 최 - 어머니에게 바치는 노래 (Anita Tsoi: A Song For My Mother)”. 《KBS News》 (Korean Broadcasting System). 1999년 7월 4일. 2007년 9월 29일에 원본 문서에서 보존된 문서. 2007년 6월 21일에 확인함.
2. ↑  Чен Валентин Сергеевич [Официального сайта нет "Улыбка в наследство"] // март - апрель : Ежемесячная газета. — Москва, РФ: "Российские корейцы", 2009. — № 111. — С. 7.
3. ↑  http://www.kondor-tour.kz/kaz_kore_saram 보관됨 2010-02-21 - 웨이백 머신 A.N. Li, Korean diaspora in Kazakhstan: Koryo saram
4. ↑  anitatsoy.ru